# Cimetière militaire allemand de Pont-à-Vendin
Le  cimetière militaire allemand de Pont-à-Vendin (Deutscher Soldatenfriedhof Pont-à-Vendin) est un  cimetière militaire de la Première Guerre mondiale situé sur le territoire de la commune de Pont-à-Vendin, Pas-de-Calais .

## Localisation
Ce cimetière est situé au nord de la ville, 47 rue Lejeune.

## Historique
Occupée dès la fin août 1914 par les troupes allemandes, Pont-à-Vendin est restée dans la zone des combats jusqu'en septembre 1918 lorsque le secteur a été repris par les troupes britanniques. Ce cimetière militaire a été créé à l'automne de 1914 par les troupes allemandes qui y ont enterré leurs morts jusqu’en juin 1917. Les premiers travaux d'amélioration du cimetière, grâce à un accord conclu en 1926 avec les autorités militaires françaises compétentes, ont été réalisés pendant l'entre-deux-guerres.
En 1969, le Volksbund Deutsche Kriegsgräberfürsorge  a procédé à la conception définitive du cimetière et au remplacement des anciennes croix de bois provisoires par des croix en pierre comportant les noms et dates de ceux qui reposent ici.

## Caractéristique
Ce cimetière de plan carré d'un peu plus de 100 m de côté est agrémenté de nombreux arbres. Il comporte les tombes individuelles de 779 soldats allemands dont 41 ne sont pas identifiés.

## Sépultures
| Pays      | Sépultures |
| --------- | ---------- |
| Allemagne | 779        |

## Pour approfondir